# Nikołaj Swierczkow
Nikołaj Gieorgijewicz Swierczkow, ros. Николай Георгиевич Сверчков (ur. w 1898 w Carskim Siole, zm. ?) – rosyjski wojskowy (kornet), radziecki malarz, współpracownik wywiadu niemieckiego, szef policji pomocniczej w Smoleńsku, a następnie Mińsku, oficer Sił Zbrojnych Komitetu Wyzwolenia Narodów Rosji podczas II wojny światowej.
Służył w armii rosyjskiej, dochodząc do stopnia korneta. Uczestniczył w I wojnie światowej. W okresie międzywojennym mieszkał w Kalininie, pracując jako malarz obrazów. W 1931 r. został aresztowany i skazany na karę 3 lat pobytu w miejscu odosobnienia. Po zajęciu miasta przez wojska niemieckie 14 października 1941 r., zorganizował wkrótce policję pomocniczą. Kiedy Kalinin został odzyskany przez Sowietów 16 grudnia tego roku, N. G. Swierczkow zbiegł do okupowanego przez Niemców Rżewa. Tam został odkomenderowany do oddziału 1-C sztabu 9 Armii. Prawdopodobnie współpracował także z Abwehrgruppe-103. Po pewnym czasie skierowano go do Syczowki. Stamtąd wyjechał do Kalinina, a następnie z powrotem do Syczowki (pod pseudonimem "Uwarow"). Otrzymał od kpt. Hoffmana, stojącego na czele kontrwywiadu 9 Armii, zadanie prowadzenia działalności wywiadowczej wśród ludności cywilnej, aby znaleźć osoby pomagające partyzantom. Od końca 1942 r. stał na czele policji pomocniczej w Smoleńsku. W 1943 r. objął funkcję szefa policji pomocniczej w Mińsku. Został odznaczony Żelaznym Krzyżem 2 klasy. W poł. 1944 r. został przeniesiony do Opola, gdzie został komendantem rosyjskiej grupy miejscowego Gestapo. Pod koniec 1944 r. ukończył szkołę policyjną SS w Karlsbadzie, po czym wstąpił do Sił Zbrojnych Komitetu Wyzwolenia Narodów Rosji. Otrzymał stopień kapitana. Pod koniec wojny dostał obywatelstwo niemieckie. Po jej zakończeniu zorganizował w Salzburgu teatr rosyjski, którym współkierował do 1947 r. Dalsze jego losy są nieznane.